# Nuit du doute
Pour les articles homonymes, voir Hilal.
La nuit du doute (en arabe : لَيْلَةُ ٱلشَّكّ, laylatu ʾaš-šakk) est, au sens large dans le calendrier musulman, la nuit qui marque la fin d'un mois lunaire, au cours de laquelle le ciel est observé pour apercevoir le fin croissant lunaire (هِلَال, hilāl, « croissant » ou « quartier ») qui suit la nouvelle lune.
Cette expression est fréquemment utilisée pour désigner la 29e et dernière nuit calculée du mois de cha’bân ; si le croissant est visible, le mois de ramadan débute, tandis que dans le cas contraire, le mois de Cha’bân dure un 30e jour, après lequel débute officiellement le mois de ramadan,,.
L'expression est une nouvelle fois utilisée, dans la situation analogue, à la fin calculée du mois de ramadan, afin de définir la fin officielle du mois de jeûne et la date officielle de l'Aïd el-Fitr, premier jour du mois suivant de chawwal,,.

## Décalage et approximation des mois lunaires
Le calendrier musulman est un calendrier lunaire : chaque mois commence après la nouvelle lune, lorsque le premier fin croissant « hilal » est visible. Il doit être aperçu avant qu'il ne disparaisse à l'horizon dans les lueurs crépusculaires du coucher du soleil. Comme le calendrier musulman compte onze à douze jours de moins que le calendrier solaire et aucune intercalation, le mois de ramadan se décale chaque année et passe progressivement d'une saison à l'autre.
Chaque année solaire, le mois de ramadan commence donc dix à douze jours avant celui de l'année précédente. Des projections astronomiques qui donnent une approximation du début de ramadan sont disponibles.
Le calendrier lunaire, fondé sur le calcul, peut être établi des années à l'avance. Mais c'est l'observation à l'œil nu de la nouvelle lune qui signale le début du mois pour les musulmans, et non le calcul astronomique. Or le premier croissant de lune peut être visible à Casablanca mais pas à Riyad, d'où des différences de début de mois entre les pays.

## Observation des phases de la lune
La majorité des musulmans insiste sur l'observation locale du croissant de lune pour marquer le début du ramadan, mais d'autres insistent sur le calcul de la nouvelle lune ou encore sur la déclaration saoudienne pour déterminer le début du mois, bien qu'aucun texte religieux n'indique que l'Arabie puisse faire prévaloir un droit quelconque dans les observations lunaires. Puisque le premier croissant après la nouvelle lune n'est pas visible partout en même temps, les dates de début et de fin du mois dépendent de ce qui est visible dans chaque lieu. Par conséquent, les dates varient d'un pays à l'autre, mais généralement d'un jour seulement ; ceci est le résultat du cycle lunaire.

## Diversité des dates
À titre d'illustration, le 1er shawal 1426, jour de célébration de l'Aïd el-Fitr, correspondait au mercredi 2 novembre 2005 en Libye et au Nigeria, au jeudi 3 novembre dans 30 pays dont l'Algérie, la Tunisie, l'Égypte, l'Arabie saoudite et une partie des États-Unis, au vendredi 4 novembre dans 13 pays dont le Maroc, l'Iran, le Bangladesh, l'Afrique du Sud, le Canada, une partie de l'Inde et une partie des États-Unis, et au samedi 5 novembre 2005 dans une partie de l'Inde. En réalité, aucun pays n'aurait normalement dû débuter le mois de chawwal le 2 novembre puisque c'était le jour de la nouvelle lune. Seules deux dates étaient envisageables pour célébrer l'Aïd el-Fitr : les 3 et 4 novembre. Les musulmans d'Amérique latine ont pu apercevoir la lune naissante, un instrument d'optique étant cependant nécessaire à  ceux vivant en Amérique centrale et aux Antilles. Quant à l'Inde, elle pouvait parfaitement fêter le 4 novembre sur la totalité de son territoire, le nouveau croissant étant visible la veille à l'œil nu et dans tout le pays.
Cet état de choses n'est nullement exceptionnel, il se renouvelle chaque année.